# Fongers
Fongers is een voormalig Nederlandse producent van fietsen en bromfietsen. Sinds 2020 wordt de merknaam weer gebruikt op geimporteerde e-bikes.
Het bedrijf was pionier in de ontwikkeling van de klassieke Nederlandse toerfiets. Fongers ontwikkelde een eigen productenlijn met veel specifieke details zoals een eigen velgremstangensysteem en een specifieke stuurstrop.

## Geschiedenis

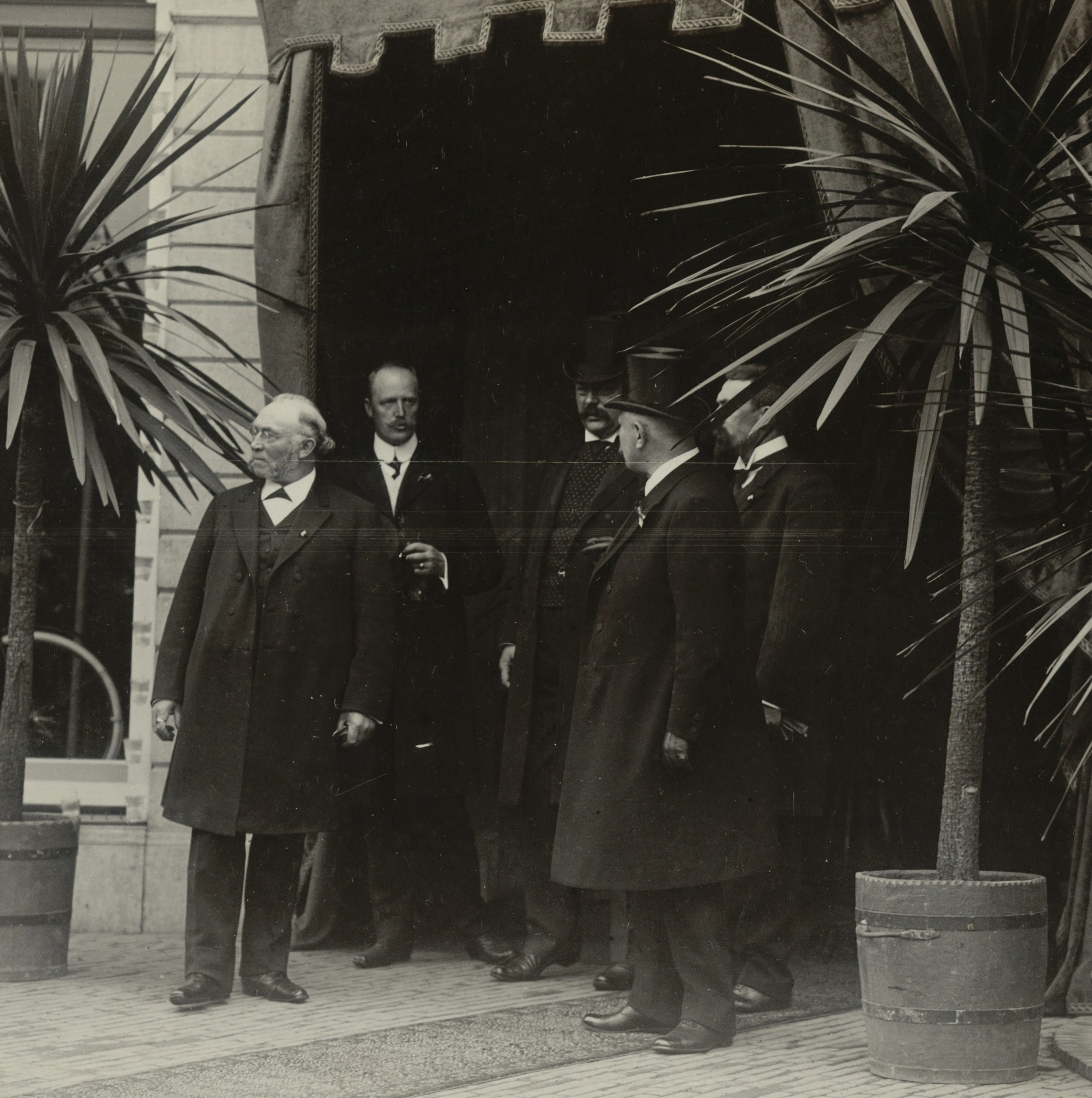
Albert Fongers (links) en Jan Evert Scholten (achtergrond, met hoed) tijdens een bezoek van prins Hendrik (2e van rechts) aan de rijwielenfabriek van Fongers in 1909. De mannen staan voor de hoofdingang van de fabriek.

Oprichter van het bedrijf was Albert Fongers. Hij werd in 1841 geboren in Warffum. Zijn vader ging van baan naar baan waardoor de familie (naast Albert 3 oudere zussen en een broer) regelmatig verkaste. Eerst naar Amsterdam, in 1852 naar de Maatschappij van Weldadigheid in de Ommerschans en in 1858 naar de Davidsteeg in de Davidstraatbuurt in Groningen. Albert ging in 1864 aan de slag als smid in de smederij van Jan Kuiper op de hoek van de Zuiderkerkstraat met de Nieuwe Kerkhof. In 1871 nam hij de smederij over van Kuipers opvolger Thies Lucas Smid. In 1884 begon hij aldaar met de productie van fietsen, rijtuigen, sulky's en andere vervoersmiddelen.
In 1894 begon hij naast zijn smederij een fietsenfabriekje waar op kleine schaal de Engelse veiligheidswieler (safety) werd gemaakt. Het jaar erop brak hij landelijk door met zijn inzending voor de Rijwielen-Tentoonstelling in het Amsterdamse Paleis voor Volksvlijt. In 1896 richtte hij een NV op met een aandelenkapitaal van 400.000 gulden om een nieuwe en grotere fabriek te kunnen bouwen. In juni 1897 werd deze nieuwe fabriek geopend aan de Hereweg 85. Het bestond uit een aantal kantoren en een verkooplokaal in een Neorenaissancistische Overgangsstijl met Art Nouveaudetails naar ontwerp van Kornelis en Hendrik Hoekzema met drie bijbehorende fabriekshallen en een overdekte fietsschool. Het totale complex omvatte ongeveer 2200 vierkante meter.
In de NV hadden naast de familie Fongers onder andere ook industrieel Jan Evert Scholten, bankier Julius Oppenheim en advocaat Marinus Adrianus Harders aandelen. De aandelen van Oppenheim werden na een conflict in 1901 overgenomen door Scholten's schoonzoon Hermannus Ellens. Na de opstartjaren was de fabriek vanaf 1900 steeds winstgevend met een gemiddeld dividend van 5%. Fongers opereerde behoedzaam. Vanuit de winsten werden afbetalingen aan het gebouw verricht, uitbreidingen bekostigd en fabrieksfilialen geopend in Amsterdam, Rotterdam, Den Haag, Arnhem, Middelburg, Utrecht en Zwolle. In 1912 werd tegenover het pand aan de Hereweg ook een autohandel geopend in de merken R.C.H. en Delage. Fongers was in 1910 met 165 medewerkers het op twee na grootste bedrijf van de stad. Voor de huisvesting van de werknemers werden in 1919 een aantal arbeiderswoningen in de Willemstraat van de opgeheven woningcorporatie Bouwvereniging overgenomen. Fongers ontwikkelde zich in jaren 1900-1920 tot de meest vooraanstaande rijwielfabricant in ons land.
Bij de start van de nieuwe fabriek in 1897 werden ongeveer 500 fietsen per jaar gefabriceerd. In 1910 was de productie gestegen tot 4.000 fietsen per jaar. In 1914 werd de fabriek uitgebreid. In de Eerste Wereldoorlog werd de fabriek twee keer gebruikt voor de opvang van vluchtelingen. In oktober 1914 werden er geïnterneerde Britse militairen opgevangen. En in oktober 1917 bivakkeerden er tijdelijk ongeveer 600 Belgische vluchtelingen. In 1918 was het oppervlak van het complex al gegroeid tot 9.000 vierkante meter en werkten er ruim 200 mensen, waarmee het naar grootte het tweede bedrijf van Groningen was, een positie die het nooit meer zou overtreffen. In de jaren 30 groeide de productie tot 20.000 fietsen per jaar.
Na het overlijden van Albert Fongers in 1921 werd zoon Ties voorzitter van de directie. In 1923 trad ingenieur Henk Herweijer toe tot de directie. Hij was al vanaf 1901 voor het bedrijf actief en groeide uit tot het technische brein van het bedrijf. In die jaren startte de popularisering van de fiets, die gepaard ging met dalende prijzen. Deze zorgden ervoor dat het bedrijfsresultaat onder druk kwam te staan. Het bedrijf slaagde er echter in om de productiekosten te verlagen en de afzet te verhogen, zodat na verlies in 1922 en1923 vanaf 1924 tot 1931 het bedrijfsresultaat positief bleef. Het terugvallen van de export naar Nederlands-Indië en de afname van de vraag als gevolg van de economische crisis leidden er echter toe dat het bedrijf begin jaren 1930 toch in gevaar kwam. In 1931 overwoog Ties om de fabriek te verkopen aan de Deventer concurrent Burgers-ENR. De Raad van Commissarissen voelde hier echter niets voor. In de daaropvolgende jaren werden de prijzen van de fietsen verder verlaagd en nam de afzet toe. Hierdoor wist het bedrijf overeind te blijven. In 1938 verklaarde Ties dat hij de fabriek alsnog wilde liquideren en al sinds 1921 met dit idee rondliep. Ook nu was de (behoudende) RvC hier niet voor geporteerd. Directeur Herweijer kreeg in 1939 een conflict met de Raad dat culmineerde in zijn vertrek. Tijdens de Tweede Wereldoorlog wist het bedrijf te overleven, doordat het tot 1942 redelijk door kon blijven draaien. In de oorlogsjaren werd op zekere schaal aan Duitse bedrijven geleverd. In 1944 moest de productie door een tekort aan grondstoffen weliswaar worden stopgezet, maar omdat het bedrijf een flinke reserve bezat, konden deze jaren worden overbrugd. Ties, die zich eind jaren 30 al grotendeels had teruggetrokken als directeur, overleed in 1944 en werd de facto vanaf 1940 opgevolgd door Pieter Siemelink en Jan Elema, beiden oudgedienden bij het bedrijf De jaren na de oorlog waren niet makkelijk door gebrek aan grondstoffen en gekwalificeerd personeel. De voorraden waren in 1945 op (150 fietsen waren in de nadagen van de oorlog nog gevorderd door de Duitsers) en men voelde zich genoodzaakt om fietsen uit Frankrijk en het Verenigd Koninkrijk te importeren. Vanaf 1946 kwam de productie van eigen fietsen weer op gang, zij het dat rijwielen tot begin 1948 op de bon waren. 
In de periode na de Tweede Wereldoorlog was vernieuwing niet de sterkste kant van Fongers; het vasthouden aan oude productiemethoden en de oriëntatie van de directie op dividenduitkeringen heeft uiteindelijk geleid tot de ondergang van het bedrijf. In 1957 werd voor het eerst een groot verlies geleden, gevolgd door een extern onderzoek en een ontslagronde onder het personeel in 1958. In 1960 kon hierdoor weer een voorzichtige winst worden geboekt, maar de inmiddels vernieuwde directie en RvC besloot gezien de krimpende markt om toch de samenwerking te zoeken. Na stukgelopen onderhandelingen met Union werd Fongers in 1961 overgenomen door de Leeuwarder fabrikant 'Phoenix' met als doel de productie in Groningen te concentreren en zo in het Noorden te houden. In 1962 trad ook het Meppeler bedrijf Germaan tot deze combinatie toe; vanaf dat moment heette het bedrijf PFG (Phoenix/Fongers/Germaan). Ook deze combinatie zou het, ondanks de vele nieuwe fietsmodellen die werden ontwikkeld, niet redden. De toenmalige directie stond in 1969 voor de keuze om grote investeringen te doen dan wel het bedrijf te stoppen. Besloten werd tot het laatste omdat men de vernieuwende markt had gemist en de inschatting maakte dat de grond onder het comcplex goed kon worden verkocht. Eind 1970 werd de productie van fietsen in Groningen gestaakt. De oude merknamen werden overgenomen door Batavus in Heerenveen en nog tot in de jaren 1990 gebruikt. Rond 2000 werd het merk nog een tijd lang opnieuw uitgegeven door Batavus. 
In 2020 werd het merk nieuw leven ingeblazen door fietsenfabrikant Matrabike uit Waalwijk.

## Gebouwen
Bij de fabriek in Groningen hoorde een rijwielschool. Deze rijschool heeft tot 1940 dienstgedaan en was in 1933 de plek van een internationale kunsttentoonstelling ter gelegenheid van het 15-jarig bestaan van De Ploeg. Het hoofdgebouw aan de Hereweg is ontworpen in de Neorenaissancestijl en is karakteristiek voor de periode waarin het gebouwd is (1896). In 1980 is het fabriekscomplex voor het grootste deel afgebroken; alleen de monumentale voorgevel is behouden en in 1983 gerestaureerd. Daarachter bevindt zich een modern drie verdiepingen tellend kantoorgebouw van circa 3.600 vierkante meter met de naam 'Fongersstede'. Inmiddels is het grootste deel van dit gebouw omgezet in huurappartementen. Achter het kantorencomplex is in 1980 een flatbuurtje van ca. 200 woningen gebouwd met de naam 'Fongersplaats'.

## Leger
Fongers besteedde veel aandacht aan reclame. Bekend zijn de posters van Ernst Gustaaf Schlette met militaire wielrijders uit de periode 1910-1915.
In Nederlands-Indië werd door de rijwielbrigades van het KNIL van dit merk fietsen gebruik gemaakt.

## Nog steeds een gewilde fiets
Het Fongers product is onder liefhebbers van oude fietsen gewild. Er is een levendige handel in fietsen en parafernalia van het merk, niet alleen als verzamelobjecten, maar ook voor dagelijks gebruik. In Indonesië is ook veel vraag naar Fongers fietsen ontstaan; het rijden op oude Nederlandse fietsen in oude, vaak koloniale kleding is er uitgegroeid tot een rage.

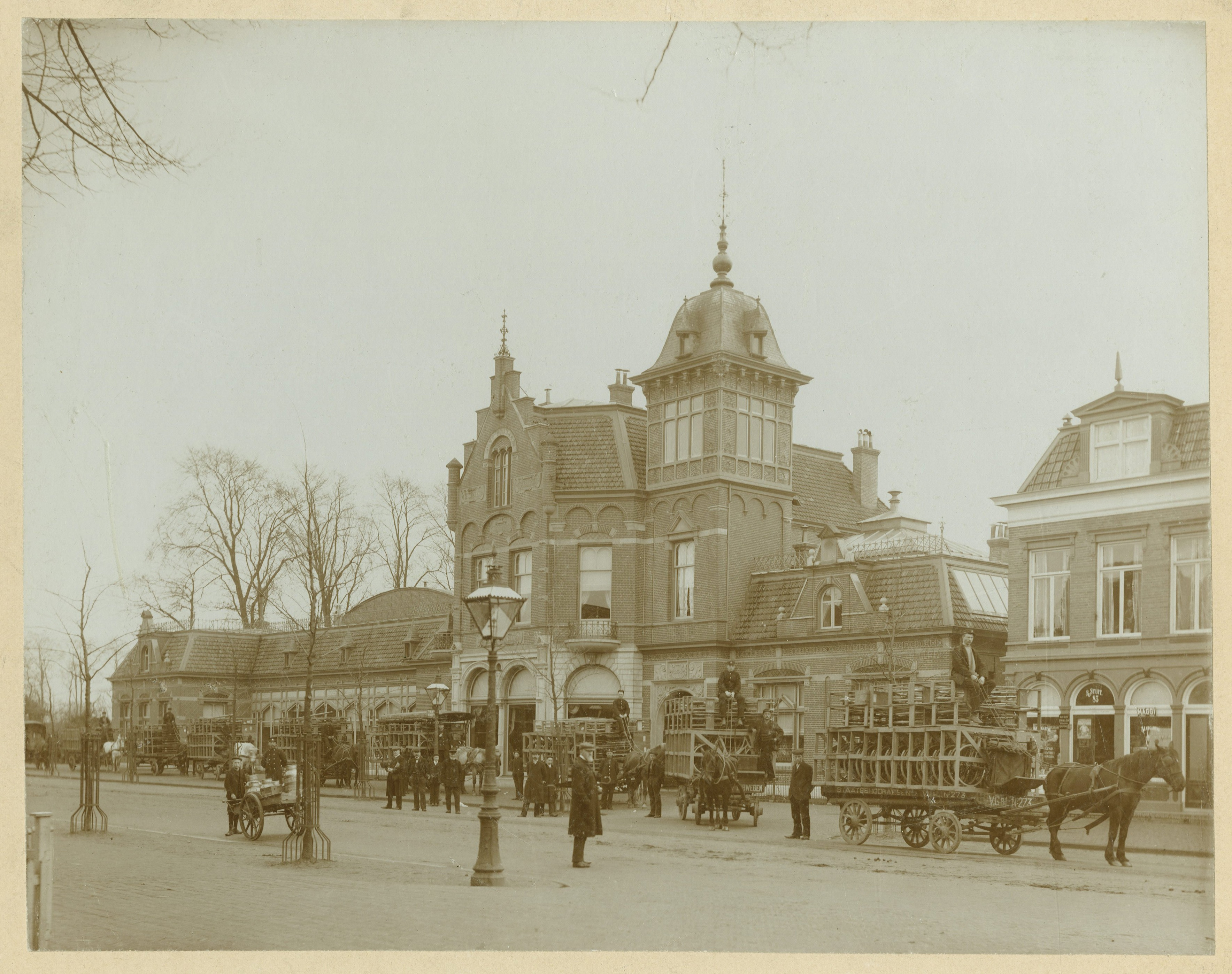
Fongersfabriek rond 1900 met een aantal partijen fietsen bestemd voor Nederlands-Indië
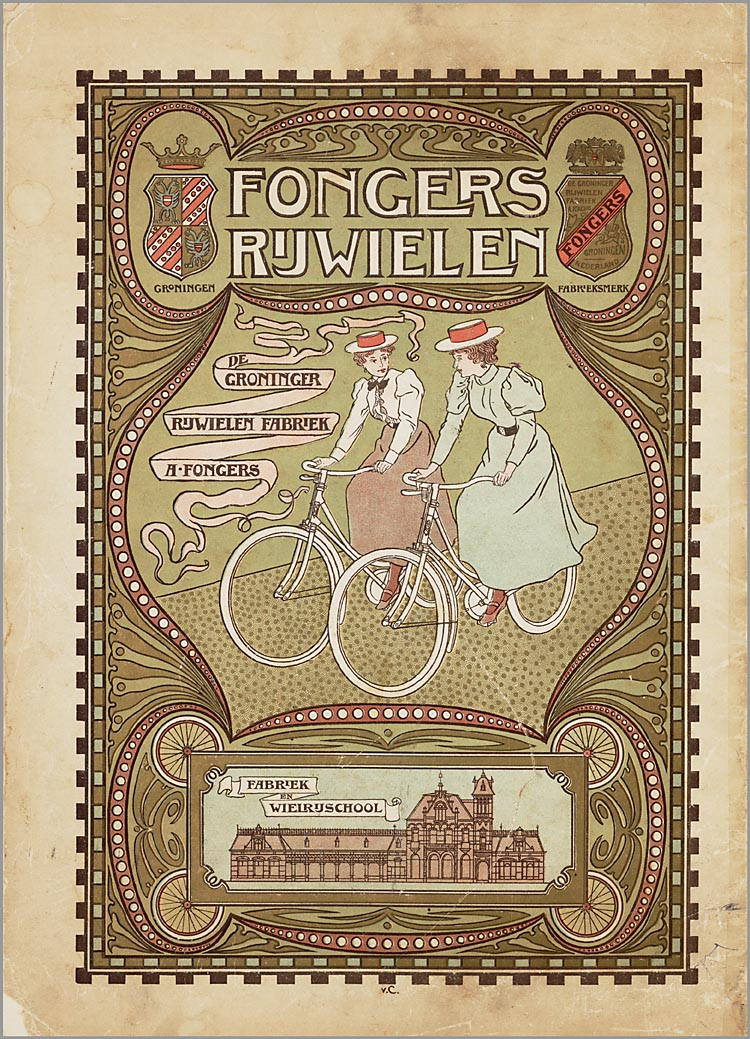
Advertentie van Fongers uit 1898 ontwerp J.G. van Caspel
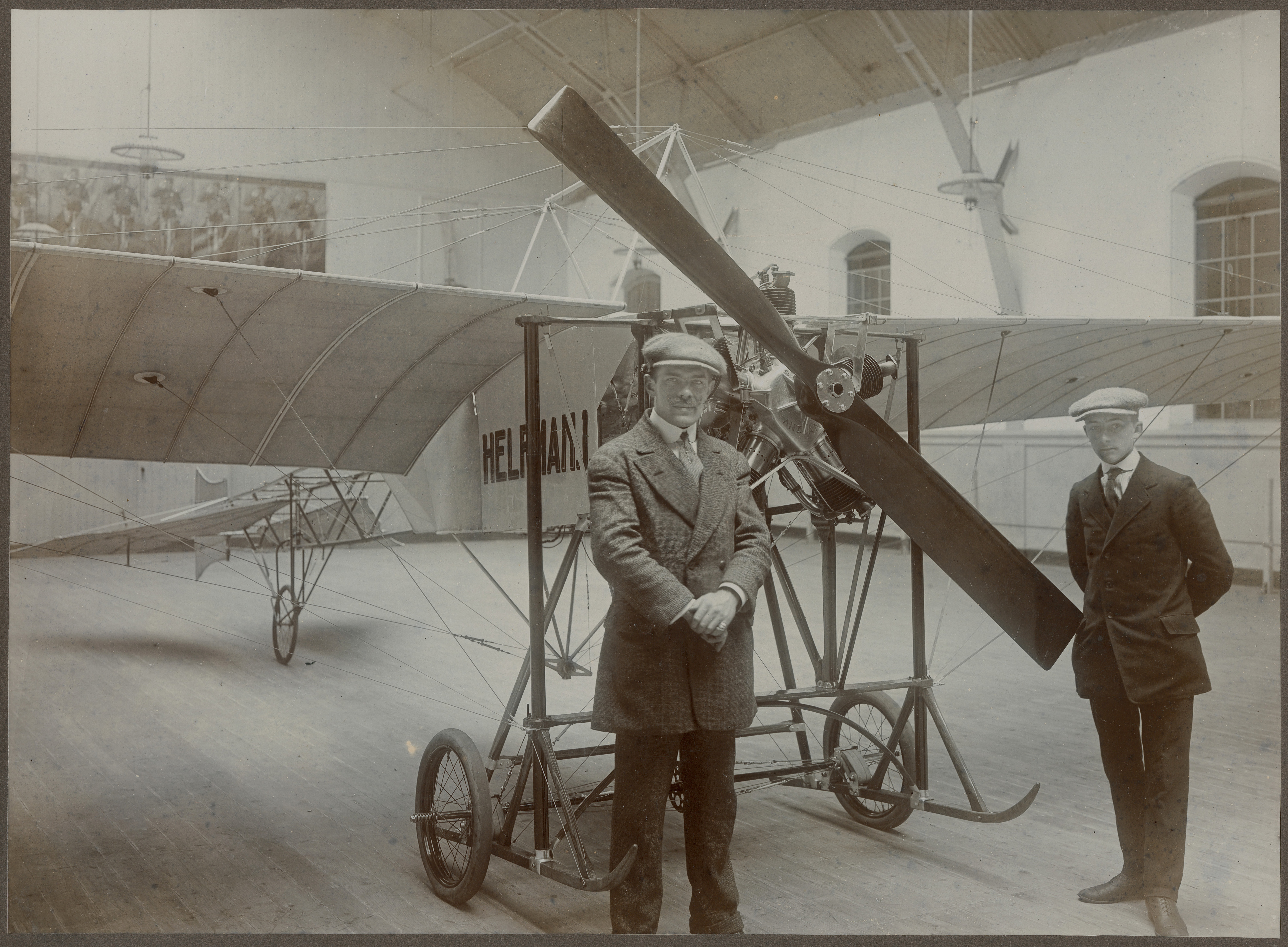
Monteur Hubert Hagens en biljarter Emile de Schepper voor hun (met geld van industrieel Evert Jan Scholten) zelfgebouwde (maar nog niet voltooide) vliegtuig 'Helpman 1' in de rijwielschool van de Fongersfabriek. Later huurden zij Adriaan Mulder als instructeur voor een eigen vliegschool, maar na de crash van Helpman 1 bij een vliegshow in Den Haag trok Scholten de stekker uit het project omdat hij Nederland te klein vond voor een eigen vliegindustrie.
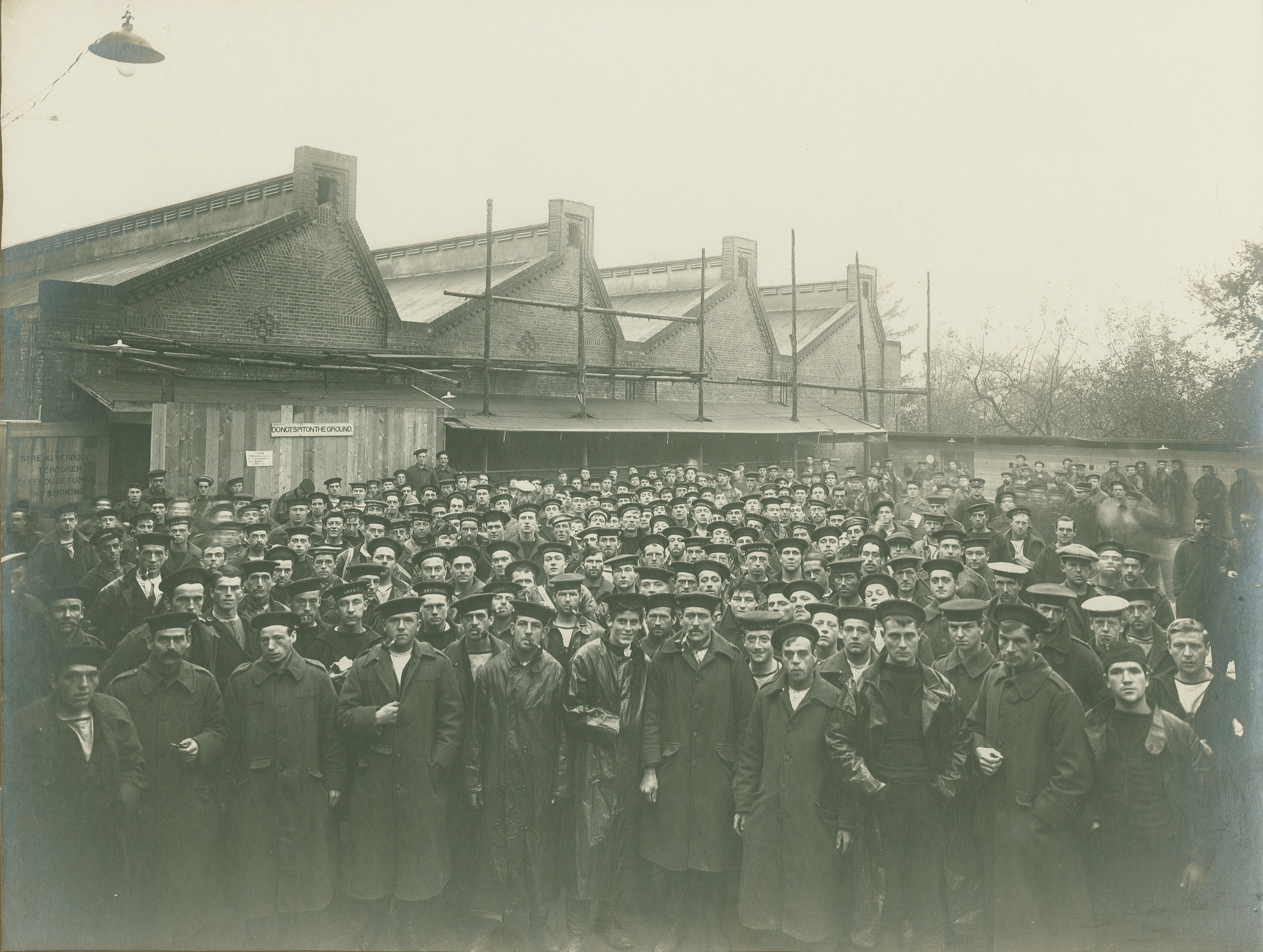
Britse geïnterneerde militairen van de First Royal Brigade achter de Fongersfabriek in oktober 1914 (op de achtergrond een bordje met 'Don't spit on the ground'. De militairen werden vervolgens verhuisd naar het Engelse Kamp
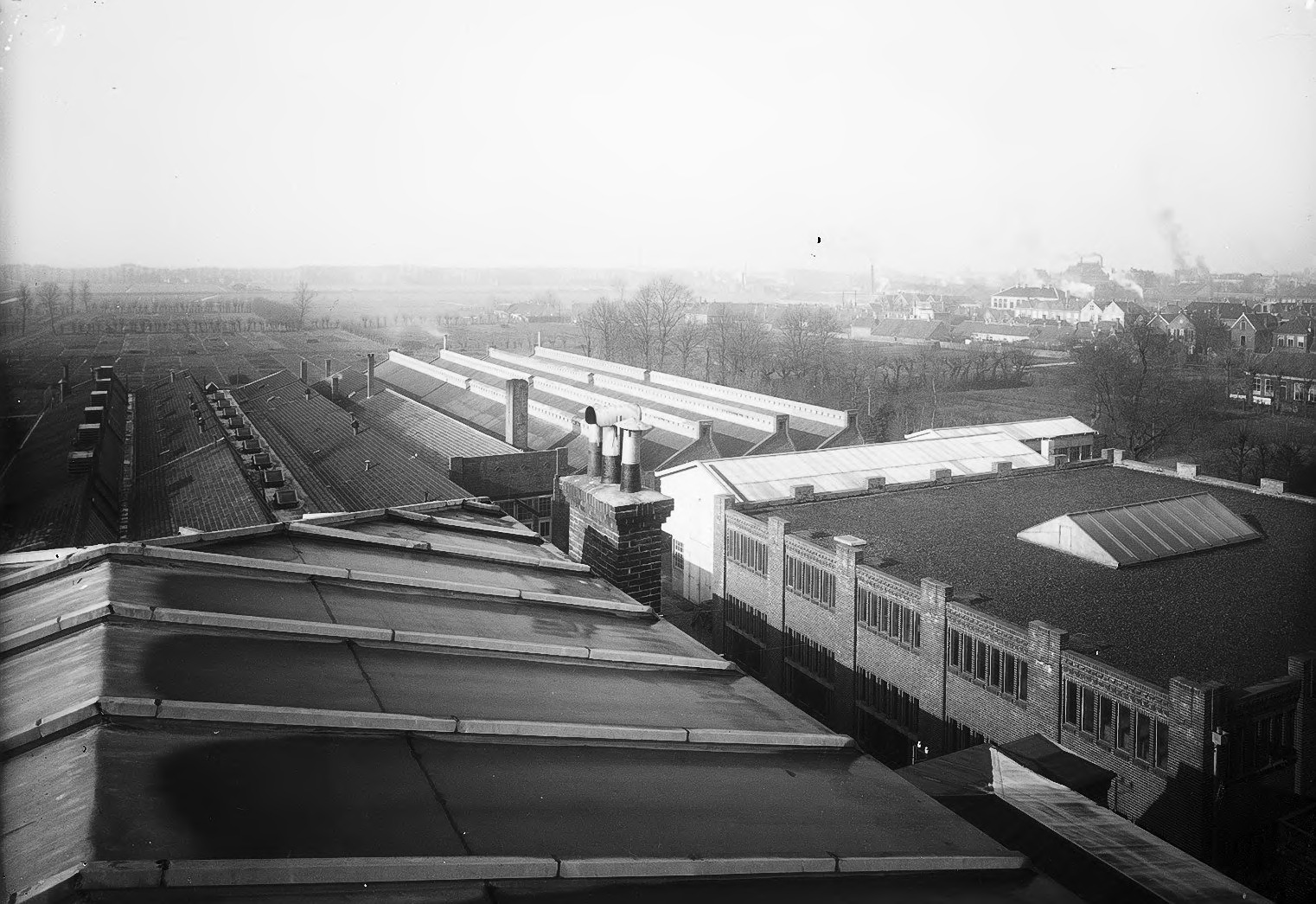
Nieuwe magazijnen (sheds) achter de fabriek rond 1916. Op de achtergrond het nog onbebouwde terrein van de latere Rivierenbuurt
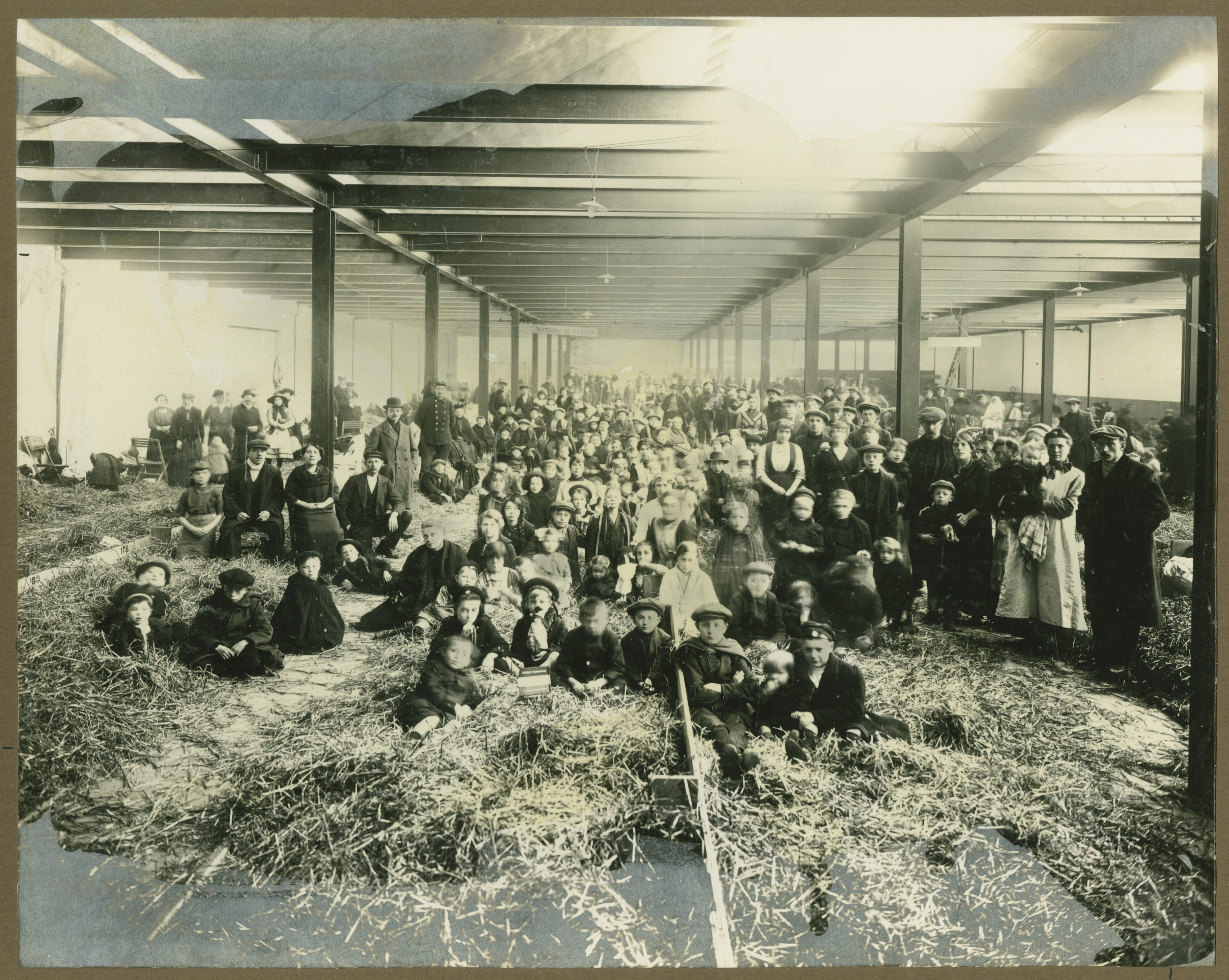
Belgische vluchtelingen in de fabriek in 1917
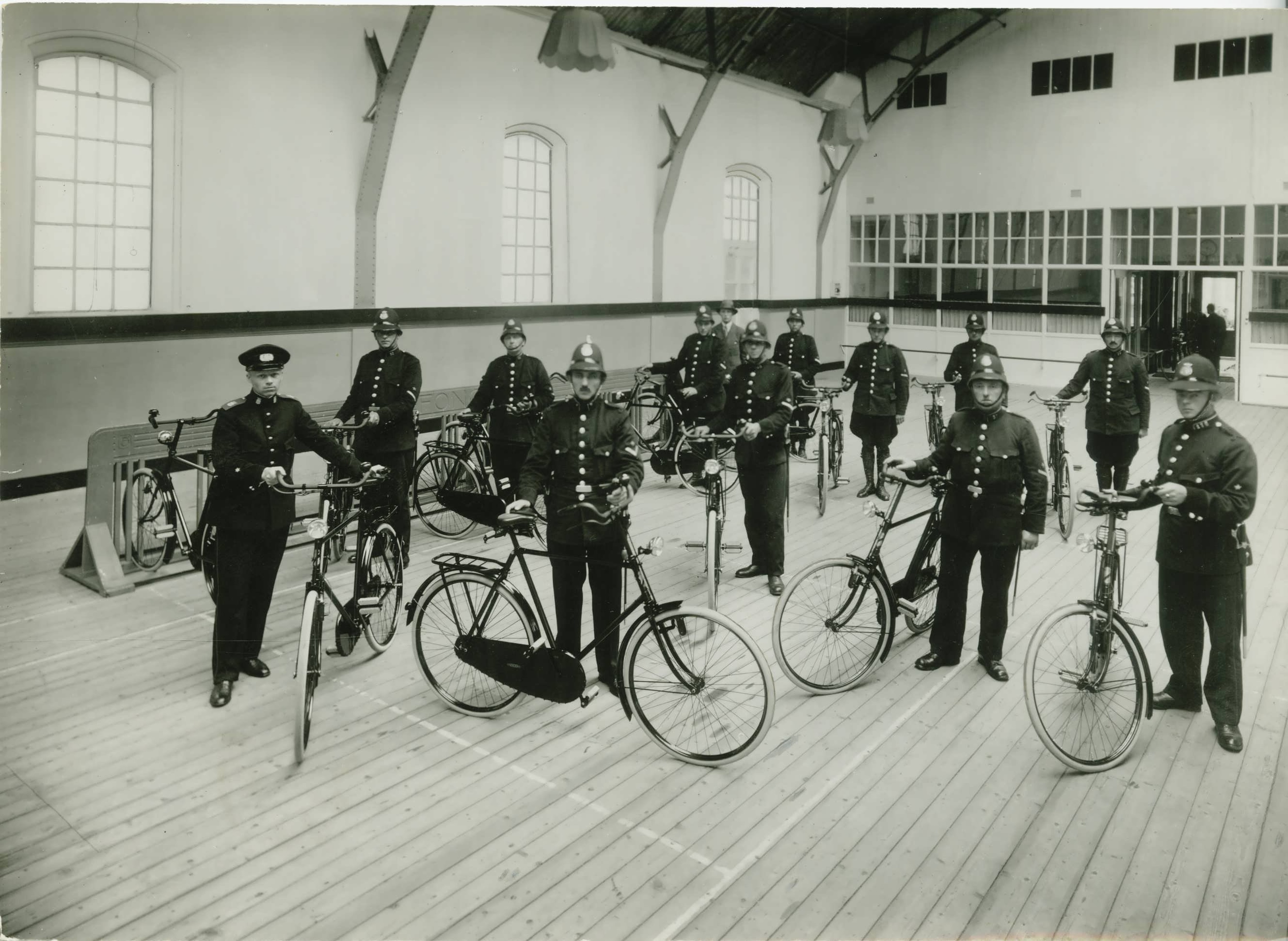
Politieagenten met hun dienstfiets in de rijwielschool van Fongers rond 1930
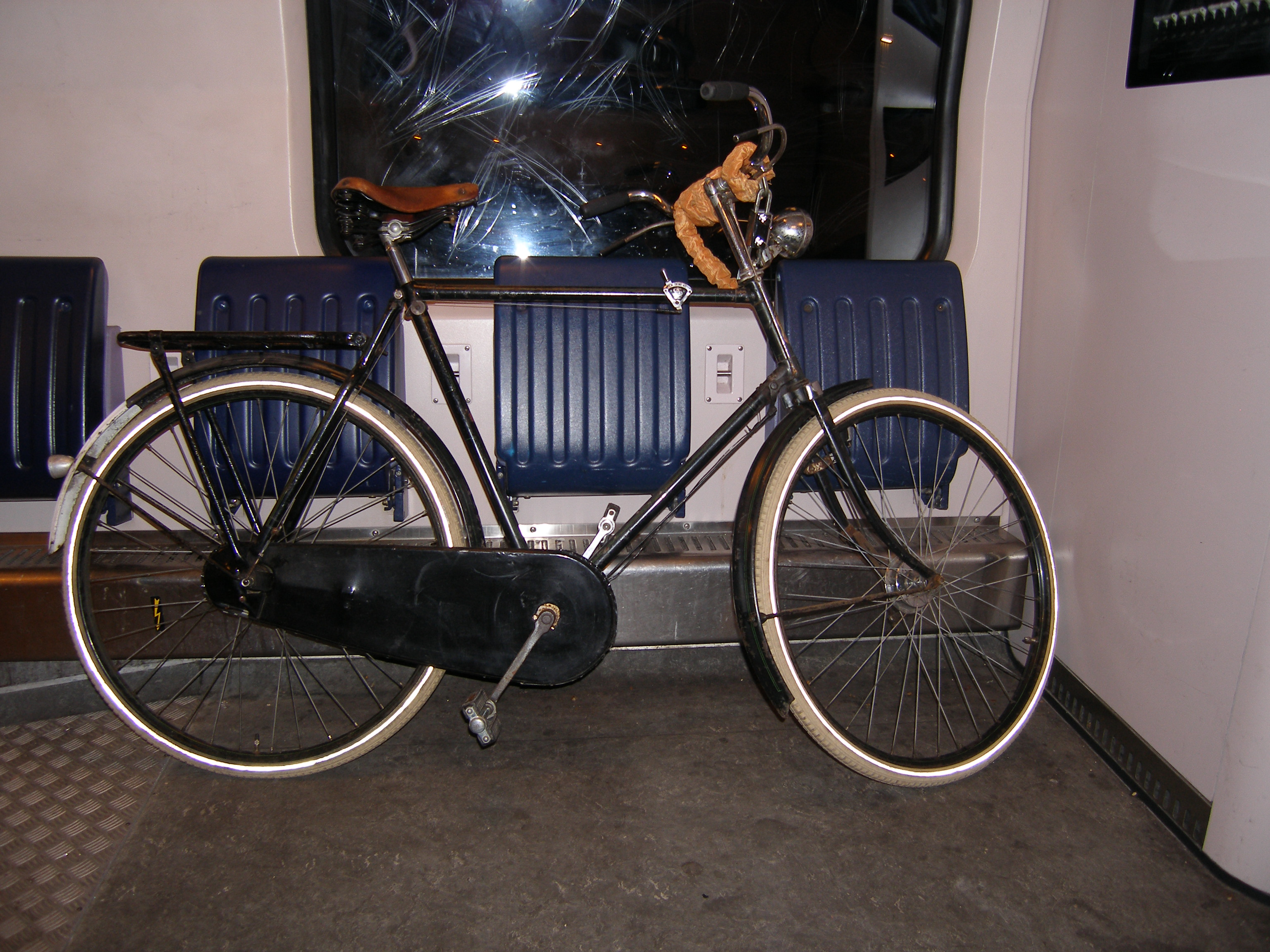
Een Fongers uit 1960, in een trein in juni 2014
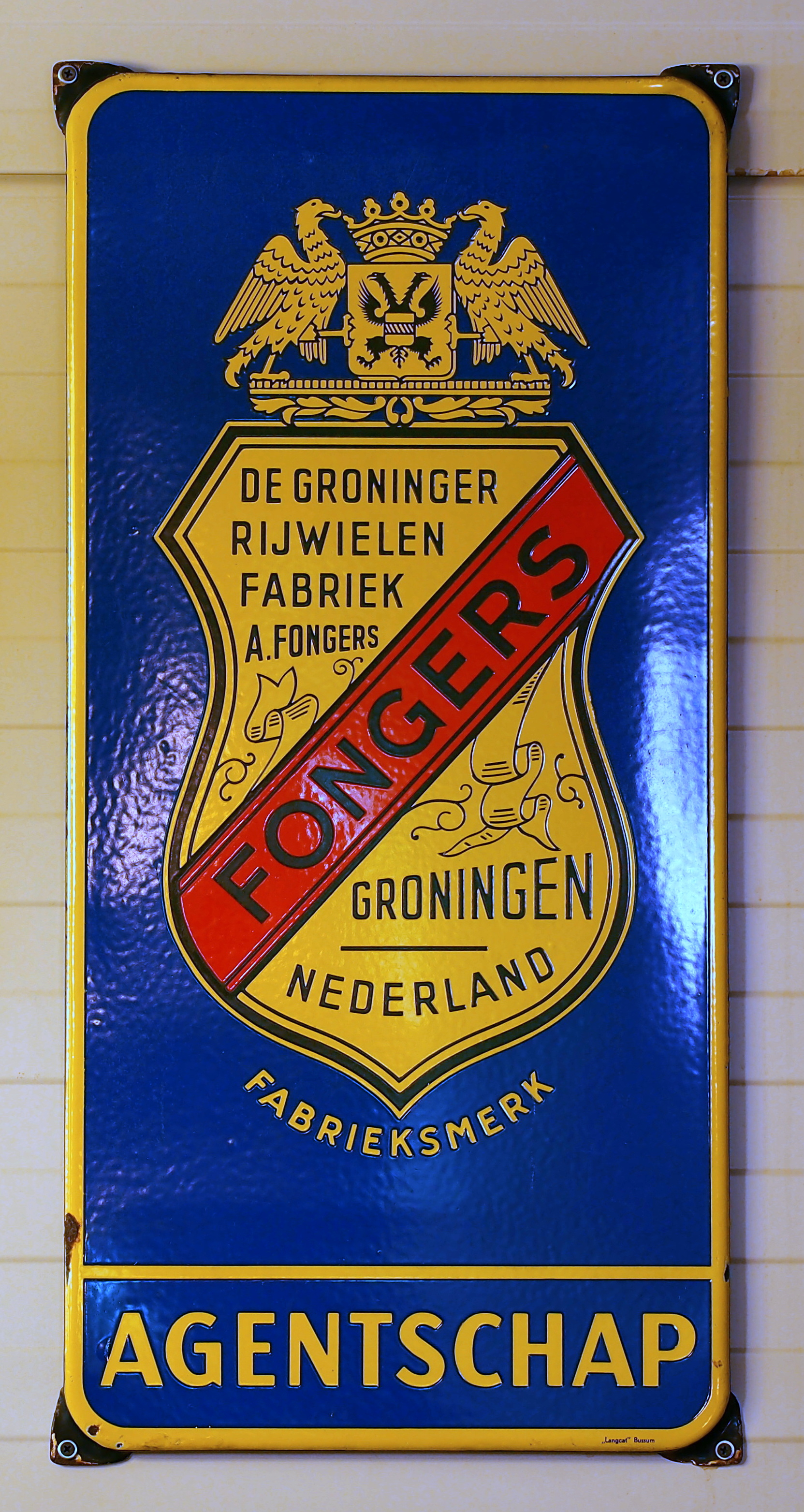
Fongers-reclame
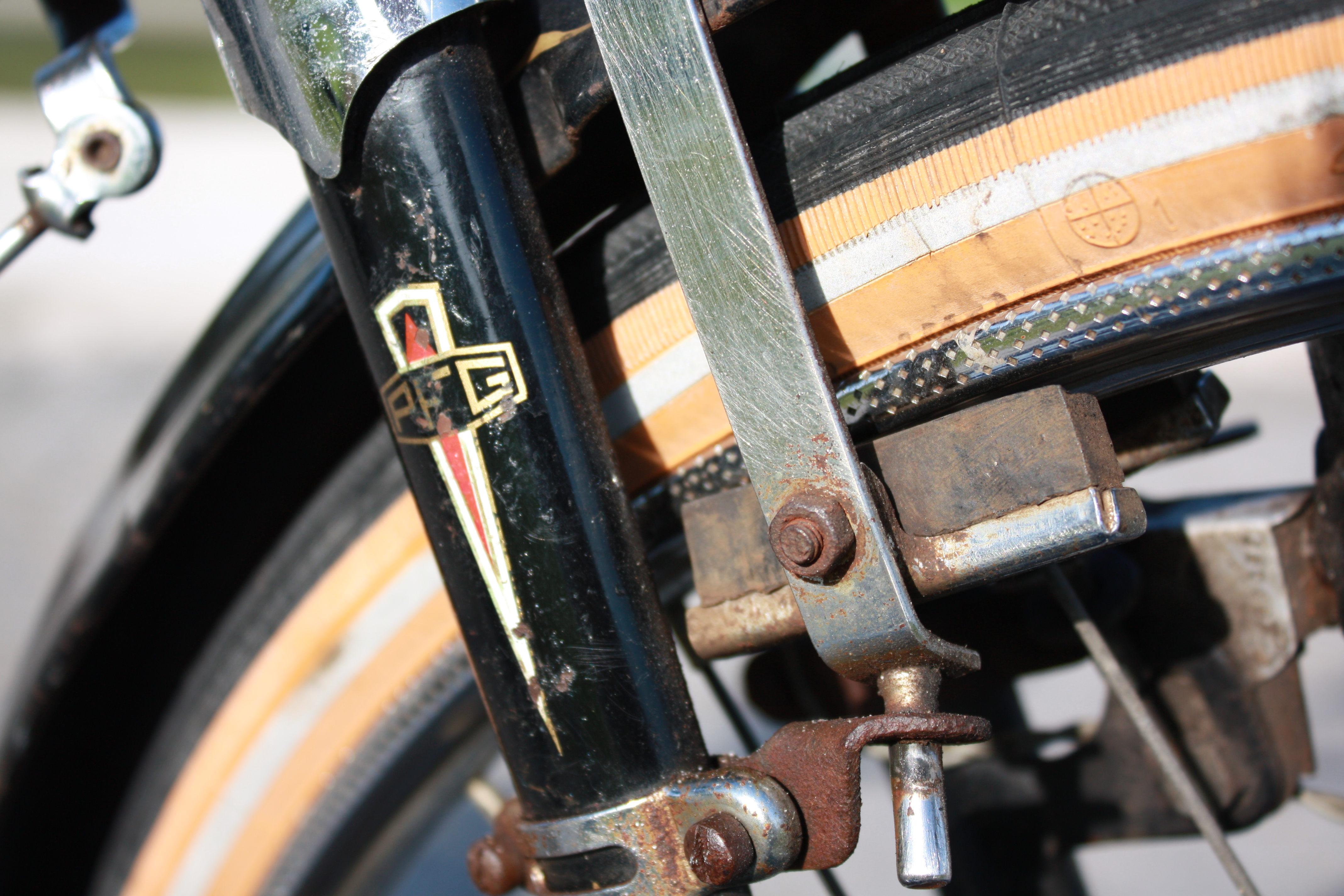
Rem